# Culture.pl
Culture.pl – portal internetowy poświęcony kulturze polskiej, stworzony i wydawany przez Instytut Adama Mickiewicza. Portal stawia sobie za zadanie promocję kultury polskiej na świecie oraz poszerzanie świadomości kulturalnej u polskiego odbiorcy.. Posiada numer ISSN 1734-0624. Serwis był notowany w rankingu Alexa na miejscu 86 240.

## Opis
Culture.pl informuje o obecności kultury polskiej na świecie. Portal, według informacji własnej na rok 2020, zawiera ponad 51 tysięcy artykułów, podzielonych według dziedzin: architektura, design, film, literatura, muzyka, sztuki wizualne, teatr, kultura cyfrowa, fotografia i kuchnia polska. Na Culture.pl udostępniane są teksty o twórcach i ich dziełach, a także informacje o instytucjach kultury. Obok nich istnieje również sekcja treści multimedialnych. W 2019 roku portal miał 7,2 mln unikalnych użytkowników, rok później - 8,6 mln.
Portal Culture.pl powstał w lipcu 2001. Jego koncepcję i strukturę, we współpracy z Moniką Rencławowicz, opracował Andrzej Lubomirski, który pełnił funkcję redaktora naczelnego do 2008 roku. Następnie stanowisko to piastowali kolejno: Marek Hancke (do 2009), Elżbieta Sawicka (do 2012), Weronika Kostyrko (do 2016), John Beauchamp (do 2017) i Joanna Stryjczyk (do 2019). Obecnie redaktorem naczelnym jest Marcin Pieszczyk.
W 2004 roku portal zyskał drugą, angielską wersję językową, a w roku 2015 ruszyła wersja rosyjskojęzyczna. Publikowane są także treści w języku ukraińskim oraz w trzech językach azjatyckich (chiński, koreański, japoński).
W czerwcu 2016 Culture.pl opublikował cztery przewodniki multimedialne A Foreigner’s Guide to Polish Culture przygotowane we współpracy z Bright Media. Przewodniki zostały poświęcone kinu, muzyce elektronicznej, fotografii oraz polskiemu alfabetowi.
W sierpniu 2017 sekcja angielska portalu udostępniła swój pierwszy podcast z serii Stories From The Eastern West. Słuchowisko promowano jako „zbiór mało znanych historii ze Środkowej i Wschodniej Europy, które odmieniły nasz świat”. W sierpniu 2019 Culture.pl opublikował mini serię zatytułowaną The Final Curtain, opowiadającą o upadku bloku wschodniego.
W grudniu 2018 wydano, przygotowaną w całości przez redakcję Culture.pl, książkę pt. Quarks, Elephants & Pierogi: Poland in 100 Words. Anglojęzyczna publikacja jest rozwinięciem internetowej serii Poland Word by Word, upamiętniającej 100. rocznicę odzyskania przez Polskę niepodległości. Pomysłodawczynią projektu jest Sylwia Jabłońska, autorami Mikołaj Gliński, Matthew Davies i Adam Żuławski, a ilustracje wykonała Magdalena Burdzyńska.
W grudniu 2018 opublikowano multimedialny przewodnik Where’s Poland?, w którym przedstawiono, jak polska kultura przetrwała 123 lata zaborów.
W lutym 2019 wydano Unseen, pierwszy spacer dźwiękowy (soundwalk) Culture.pl. Premierowy cykl spacerów jest dostępny zarówno w formie podcastu, jak i w aplikacji Echoes, która wykorzystuje narzędzie geolokacji. Drugą serię audiospacerów przygotowano wraz z Muzeum Powstania Warszawskiego.
Portal od 2004 roku był dwujęzyczny (polsko-angielski), a w  roku 2015 ruszyła wersja rosyjskojęzyczna.
W 2010 portal zajął pierwsze miejsce w rankingu polskojęzycznych portali kulturalnych według miesięcznika „Press”.
W 2015 portal zdobył „Gwarancję kultury” przyznawaną przez TVP Kultura w kategorii „Kultura w sieci”.